# Hopman Cup 2004
La Hopman Cup  2004 est la 16e édition du tournoi. Huit équipes mixtes participent à la compétition qui se déroule selon les modalités dites du « round robin » : séparées en deux poules de quatre équipes, les premières de chaque poule se disputent le titre en finale. Chaque confrontation entre deux pays comporte trois matchs : un simple dames, un simple messieurs et un double mixte souvent décisif.
Le tournoi se déroule à Perth, en Australie.

## Faits marquants
- Les États-Unis remportent leur 3e titre face à la Slovaquie, c'est le 2e titre consécutif pour les États-Unis et pour James Blake.
- C'est la 4e finale consécutive des États-Unis.

## Parcours
| No | Équipe                          | Résultat       | Ultimes adversaires             |
| -- | ------------------------------- | -------------- | ------------------------------- |
| 1  | Lindsay Davenport James Blake   | Victoire       | Daniela Hantuchová Karol Kučera |
| 2  | Amélie Mauresmo Fabrice Santoro | 2e du groupe B | 2 victoires 1 défaite           |
| 3  | Alicia Molik Lleyton Hewitt     | 2e du groupe A | 2 victoires 1 défaite           |
| 4  | Kim Clijsters Xavier Malisse    | 3e du groupe A | 1 victoire 1 défaite            |

| No | Équipe                          | Résultat        | Ultimes adversaires               |
| -- | ------------------------------- | --------------- | --------------------------------- |
| 1  | Barbora Strýcová Jiří Novák     | 4e du groupe B  | 0 victoire 3 défaites             |
| 2  | Anastasia Myskina Marat Safin   | 3e du groupe B  | 1 victoire 2 défaites             |
| 3  | Petra Mandula Attila Savolt     | 4e du groupe A  | 1 victoire 2 défaites             |
| 4  | Daniela Hantuchová Karol Kučera | Finale          | Lindsay Davenport James Blake (1) |
| 5  | Maureen Drake Frank Dancevic    | tour de barrage | Petra Mandula Attila Savolt       |

## Match de barrage
|  | Équipe 1 | Score | Équipe 2 |  |
|  | Hongrie  | 2 – 1 | Canada   |  |

## Matchs de poule
L'équipe en tête de chaque poule se voit qualifiée pour la finale.

### Groupe A

#### Classements
| #   | Équipe victorieuse | Adversaire | Score |
| 1er | Australie          | Hongrie    | 3 - 0 |
| 2e  | Belgique           | Slovaquie  | 3 - 0 |
| 3e  | Slovaquie          | Hongrie    | 2 - 1 |
| 4e  | Australie          | Belgique   | 3 - 0 |
| 5e  | Hongrie            | Canada     | 3 - 0 |
| 6e  | Slovaquie          | Australie  | 2 - 1 |

| #   | Pays      | Points | Matchs | Sets   |
| --- | --------- | ------ | ------ | ------ |
| 1re | Slovaquie | 2 - 1  | 4 - 5  | 7 - 11 |
| 2e  | Australie | 2 - 1  | 7 - 2  | 12 - 4 |
| 3e  | Belgique  | 1 - 1  | 3 - 3  | 8 - 4  |
| 4e  | Hongrie   | 1 - 2  | 4 - 5  | 7 - 13 |

#### Matchs détaillés
|  | Équipe 1  | Score | Équipe 2 |  |
|  | Australie | 3 – 0 | Hongrie  |  |

| Ordre des matchs | Joueurs          | Points au premier set | Points au second set | Points au troisième set |
| ---------------- | ---------------- | --------------------- | -------------------- | ----------------------- |
| 1                | Alicia Molik     | 4                     | 7                    | 6                       |
| 1                | Petra Mandula    | 6                     | 65                   | 2                       |
|                  |                  |                       |                      |                         |
| 2                | Lleyton Hewitt   | 6                     | 6                    |                         |
| 2                | Attila Savolt    | 2                     | 2                    |                         |
|                  |                  |                       |                      |                         |
| 3 (sans enjeu)   | Molik - Hewitt   | 7                     | 6                    |                         |
| 3 (sans enjeu)   | Mandula - Savolt | 65                    | 1                    |                         |

|  | Équipe 1 | Score | Équipe 2  |  |
|  | Belgique | 3 – 0 | Slovaquie |  |

| Ordre des matchs | Joueurs             | Points au premier set | Points au second set | Points au troisième set |
| ---------------- | ------------------- | --------------------- | -------------------- | ----------------------- |
| 1                | Kim Clijsters       | 6                     | 6                    |                         |
| 1                | Daniela Hantuchová  | 1                     | 2                    |                         |
|                  |                     |                       |                      |                         |
| 2                | Xavier Malisse      | 6                     | 1                    | 6                       |
| 2                | Karol Kučera        | 2                     | 6                    | 1                       |
|                  |                     |                       |                      |                         |
| 3 (sans enjeu)   | Clijsters - Malisse | 6                     | 6                    |                         |
| 3 (sans enjeu)   | Hantuchová - Kučera | 2                     | 4                    |                         |

|  | Équipe 1  | Score | Équipe 2 |  |
|  | Slovaquie | 2 – 1 | Hongrie  |  |

| Ordre des matchs | Joueurs             | Points au premier set | Points au second set | Points au troisième set |
| ---------------- | ------------------- | --------------------- | -------------------- | ----------------------- |
| 1                | Daniela Hantuchová  | 0                     | 7                    | 5                       |
| 1                | Petra Mandula       | 6                     | 6                    | 7                       |
|                  |                     |                       |                      |                         |
| 2                | Karol Kučera        | 6                     | 7                    |                         |
| 2                | Attila Savolt       | 3                     | 5                    |                         |
|                  |                     |                       |                      |                         |
| 3                | Hantuchová - Kučera | 6                     | 6                    |                         |
| 3                | Mandula - Savolt    | 3                     | 1                    |                         |

|  | Équipe 1  | Score | Équipe 2 |  |
|  | Australie | 3 – 0 | Belgique |  |

| Ordre des matchs | Joueurs             | Points au premier set | Points au second set | Points au troisième set |
| ---------------- | ------------------- | --------------------- | -------------------- | ----------------------- |
| 1                | Alicia Molik        | 3                     | 7                    | 2                       |
| 1                | Kim Clijsters ab.   | 6                     | 6                    | 3                       |
|                  |                     |                       |                      |                         |
| 2                | Lleyton Hewitt      | 3                     | 6                    | 6                       |
| 2                | Xavier Malisse      | 6                     | 1                    | 2                       |
|                  |                     |                       |                      |                         |
| 3 (sans enjeu)   | Molik - Hewitt      |                       |                      |                         |
| 3 (sans enjeu)   | Clijsters - Malisse |                       | forfait              |                         |

|  | Équipe 1 | Score | Équipe 2 |  |
|  | Hongrie  | 3 – 0 | Canada   |  |

| Ordre des matchs | Joueurs          | Points au premier set | Points au second set | Points au troisième set |
| ---------------- | ---------------- | --------------------- | -------------------- | ----------------------- |
| 1                | Petra Mandula    | 62                    | 6                    | 6                       |
| 1                | Maureen Drake    | 7                     | 4                    | 3                       |
|                  |                  |                       |                      |                         |
| 2                | Attila Savolt    | 4                     | 7                    | 7                       |
| 2                | Frank Dancevic   | 6                     | 5                    | 6                       |
|                  |                  |                       |                      |                         |
| 3 (sans enjeu)   | Mandula - Savolt |                       |                      |                         |
| 3 (sans enjeu)   | Drake - Dancevic |                       | forfait              |                         |

|  | Équipe 1  | Score | Équipe 2  |  |
|  | Slovaquie | 2 – 1 | Australie |  |

| Ordre des matchs | Joueurs             | Points au premier set | Points au second set | Points au troisième set |
| ---------------- | ------------------- | --------------------- | -------------------- | ----------------------- |
| 1                | Daniela Hantuchová  | 3                     | 0                    |                         |
| 1                | Alicia Molik        | 6                     | 3                    | ab.                     |
|                  |                     |                       |                      |                         |
| 2                | Karol Kučera        | 2                     | 7                    | 3                       |
| 2                | Lleyton Hewitt      | 6                     | 68                   | 6                       |
|                  |                     |                       |                      |                         |
| 3                | Hantuchová - Kučera |                       |                      |                         |
| 3                | Molik - Hewitt      |                       | forfait              |                         |

### Groupe B

#### Classements
| #   | Équipe victorieuse | Adversaire | Score |
| 1er | France             | Russie     | 2 - 1 |
| 2e  | États-Unis         | Tchéquie   | 3 - 0 |
| 3e  | États-Unis         | France     | 3 - 0 |
| 4e  | Russie             | Tchéquie   | 2 - 1 |
| 5e  | France             | Tchéquie   | 2 - 1 |
| 6e  | États-Unis         | Russie     | 3 - 0 |

| #   | Pays       | Points | Matchs | Sets   |
| --- | ---------- | ------ | ------ | ------ |
| 1re | États-Unis | 3 - 0  | 9 - 0  | 18 - 2 |
| 2e  | France     | 2 - 1  | 4 - 5  | 9 - 10 |
| 3e  | Russie     | 1 - 2  | 3 - 6  | 8 - 13 |
| 4e  | Tchéquie   | 0 - 3  | 2 - 7  | 6 - 16 |

#### Matchs détaillés
|  | Équipe 1 | Score | Équipe 2 |  |
|  | France   | 2 – 1 | Russie   |  |

| Ordre des matchs | Joueurs            | Points au premier set | Points au second set | Points au troisième set |
| ---------------- | ------------------ | --------------------- | -------------------- | ----------------------- |
| 1                | Amélie Mauresmo    | 6                     | 7                    |                         |
| 1                | Anastasia Myskina  | 2                     | 62                   |                         |
|                  |                    |                       |                      |                         |
| 2                | Fabrice Santoro    | 3                     | 3                    |                         |
| 2                | Marat Safin        | 6                     | 6                    |                         |
|                  |                    |                       |                      |                         |
| 3                | Mauresmo - Santoro | 6                     | 6                    |                         |
| 3                | Myskina - Safin    | 3                     | 4                    |                         |

|  | Équipe 1   | Score | Équipe 2           |  |
|  | États-Unis | 3 – 0 | République tchèque |  |

| Ordre des matchs | Joueurs           | Points au premier set | Points au second set | Points au troisième set |
| ---------------- | ----------------- | --------------------- | -------------------- | ----------------------- |
| 1                | Lindsay Davenport | 6                     | 6                    |                         |
| 1                | Barbora Strýcová  | 4                     | 3                    |                         |
|                  |                   |                       |                      |                         |
| 2                | James Blake       | 4                     | 6                    | 7                       |
| 2                | Jiří Novák        | 6                     | 1                    | 5                       |
|                  |                   |                       |                      |                         |
| 3 (sans enjeu)   | Davenport - Blake | 6                     | 6                    |                         |
| 3 (sans enjeu)   | Strýcová - Novák  | 3                     | 2                    |                         |

|  | Équipe 1   | Score | Équipe 2 |  |
|  | États-Unis | 3 – 0 | France   |  |

| Ordre des matchs | Joueurs            | Points au premier set | Points au second set | Points au troisième set |
| ---------------- | ------------------ | --------------------- | -------------------- | ----------------------- |
| 1                | Lindsay Davenport  | 6                     | 6                    |                         |
| 1                | Amélie Mauresmo    | 4                     | 4                    |                         |
|                  |                    |                       |                      |                         |
| 2                | James Blake        | 6                     | 6                    |                         |
| 2                | Fabrice Santoro    | 3                     | 4                    |                         |
|                  |                    |                       |                      |                         |
| 3 (sans enjeu)   | Davenport - Blake  | 7                     | 6                    |                         |
| 3 (sans enjeu)   | Mauresmo - Santoro | 5                     | 1                    |                         |

|  | Équipe 1 | Score | Équipe 2           |  |
|  | Russie   | 2 – 1 | République tchèque |  |

| Ordre des matchs | Joueurs           | Points au premier set | Points au second set | Points au troisième set |
| ---------------- | ----------------- | --------------------- | -------------------- | ----------------------- |
| 1                | Anastasia Myskina | 6                     | 7                    |                         |
| 1                | Barbora Strýcová  | 3                     | 60                   |                         |
|                  |                   |                       |                      |                         |
| 2                | Marat Safin       | 64                    | 7                    | 6                       |
| 2                | Jiří Novák        | 7                     | 6                    | 3                       |
|                  |                   |                       |                      |                         |
| 3 (sans enjeu)   | Myskina - Safin   | 6                     | 61                   | 69                      |
| 3 (sans enjeu)   | Strýcová - Novák  | 3                     | 7                    | 7                       |

|  | Équipe 1 | Score | Équipe 2           |  |
|  | France   | 2 – 1 | République tchèque |  |

| Ordre des matchs | Joueurs            | Points au premier set | Points au second set | Points au troisième set |
| ---------------- | ------------------ | --------------------- | -------------------- | ----------------------- |
| 1                | Amélie Mauresmo    | 6                     | 6                    |                         |
| 1                | Barbora Strýcová   | 3                     | 4                    |                         |
|                  |                    |                       |                      |                         |
| 2                | Fabrice Santoro    | 1                     | 6                    | 2                       |
| 2                | Jiří Novák         | 6                     | 4                    | 6                       |
|                  |                    |                       |                      |                         |
| 3                | Mauresmo - Santoro | 6                     | 6                    |                         |
| 3                | Strýcová - Novák   | 3                     | 4                    |                         |

|  | Équipe 1   | Score | Équipe 2 |  |
|  | États-Unis | 3 – 0 | Russie   |  |

| Ordre des matchs | Joueurs           | Points au premier set | Points au second set | Points au troisième set |
| ---------------- | ----------------- | --------------------- | -------------------- | ----------------------- |
| 1                | Lindsay Davenport | 6                     | 6                    |                         |
| 1                | Anastasia Myskina | 4                     | 4                    |                         |
|                  |                   |                       |                      |                         |
| 2                | James Blake       | 64                    | 7                    | 6                       |
| 2                | Marat Safin       | 7                     | 64                   | 4                       |
|                  |                   |                       |                      |                         |
| 3 (sans enjeu)   | Davenport - Blake | 7                     | 5                    |                         |
| 3 (sans enjeu)   | Myskina - Safin   | 5                     | 4                    |                         |

## Finale
La finale de la Hopman Cup 2004 se joue entre les États-Unis et la Slovaquie.
|  | Équipe 1   | Score | Équipe 2  |  |
|  | États-Unis | 2 – 1 | Slovaquie |  |